# Боак
Боак — муниципалитет в провинции Мариндуке на Филиппинах. Административный центр провинции. Численность населения — 48 504 чел. (2000).
Для внутренних перевозок используется автомобильный транспорт. Наиболее крупное торговое учреждение — общественный рынок.

## История
История города тесно связана с историей провинции. Наиболее значительное событие — японская оккупация страны и освобождение от японцев во время Второй мировой войны.
Из событий местного значения интересно следующее.
10 мая 2008 г. в Боаке отмечали местный праздник (Mahal na Birhen ng Biglang-Awa), посвященный 30-летию канонической коронации Блаженной Девы Марии. Такой культ Девы Марии у местных жителей сложился после события 1621 г., когда испанцы установили здесь статую Девы Марии. Чуть позже у берегов округа Лайлай появилась многочисленная эскадра мавров (моро). В битве погибло много христиан, но эскадру мавров разбросал налетевший внезапно ураган. Это событие было воспринято как чудо, совершенное Девой Марией.

## Образование
Высшее образование можно получить в четырех учебных заведениях, в технологическом и морском институтах, в государственном колледже Мариндуке и в колледже Св. Марии. Еще пять учебных заведений дают среднее специальное. Еще в Боаке насчитывается несколько десятков средних и начальных школ.

## Туризм
Для туристов здесь могут быть интересными такие достопримечательности, как водопад Кабугсакан, курорт Вилья Карлос, пляж на побережье между микрорайонами Малигая и Кавит, гостиница Сузана-Инн, городской собор, мини-музей Каса-Реаль, мемориальная школа дона Луиса Идальго, городская арена. На арене проходят празднества во время Фестиваля Морионов.